# Слуцький Абрам Аронович
Абрам Аронович Слуцький — (1898, с. Парафіївка, Чернігівська губернія, Російська імперія — 17 лютого 1938, Москва, РРФСР, СРСР) — діяч радянської розвідки українського єврейського походження, комісар державної безпеки 2-го рангу (1935). Керівник Іноземного відділу ГУДБ НКВС СРСР (1935—1938).

## Ранні роки
Народився в липні 1898 р. в с. Парафіївка Борзнянського повіту Чернігівської губернії Російської імперії в єврейській родині. Батько був залізничним кондуктором. Навчався в гімназії в Андижані (Туркестан), працював на бавовняному заводі. У 1916 р. був призваний в армію, перебував на Південно-Західному фронті. У серпні 1917 повернувся в Андижан. Учасник встановлення Радянської влади в Середній Азії. У 1918—1919 — член, заступник голови Андижанського повітового комітету РКП(б).

## Кар'єра в 1920—1923
Служба А. А. Слуцького в ЧК почалася в 1920 р. У вересні 1920 — співробітник Ташкентської ЧК.
У 1921 р. — голова Пішпекскої повітової ЧК, начальник Пішпекської, Скобелевської, Андижанської повітових ЧК, начальник Ташкентської, потім Ферганської обласних ЧК.
З червня 1922 р. — голова Судової колегії і заступник голови Верховного трибуналу Туркестанської АРСР.
З січня 1923 р. — відповідальний секретар 2-го міськкому (райкому) Ташкента.

## Кар'єра в ОГПУ-НКВД
В кінці 1920-х років А. А. Слуцький був переведений на роботу в Москву.
З 1926 р. працював в економічному управлінні ОДПУ.
З січня 1930 р. в зовнішній розвідці — помічник начальника Іноземного відділу (ІНО) ОДПУ А. Х. Артузова. У 1931—1933 роках — головний резидент ІНО по країнах Європи. Під прикриттям посади співробітника торгпредства СРСР в Берліні виїжджав у спецвідрядження, у тому числі в США, особисто брав участь у спеціальних операціях у Німеччині, Іспанії, Франції, Швеції. В Іспанії діяв під псевдонімом «Маркос».
У 1934—1935 роках заступник А. Х. Артузова. З 21 травня 1935 р. — призначений начальником ІНВ ГУДБ НКВС СРСР замість А. Х. Артузова. 26 листопада 1935 р. Слуцькому було присвоєно звання комісара державної безпеки 2-го рангу.

## Основні операції

### Промислове шпигунство
Робота А. А. Слуцького в економічному управлінні ОДПУ полягала у веденні промислового шпигунства. Свій перший орден А. А. Слуцький отримав за операцію з викрадення технології виробництва шарикопідшипників у Швеції.
В ході іншої таємної операції йому вдалося отримати «відступні» на суму в $ 300,000 у шведського «сірникової короля» Івара Крюгера, погрожуючи, в іншому випадку, викинути на світовий ринок величезну партію дешевих сірників радянського виробництва.

### Політичні вбивства
Помітну частину роботи ІНВ ГУДБ НКВС під управлінням Слуцького становив розшук і фізичне усунення супротивників Сталіна за кордоном, особливо — діячів білої еміграції і прихильників Л. Д. Троцького. Основні операції цього періоду включали:
- викрадення в Парижі 22 вересня 1937 р. голови РОВС ген. Є. К. Міллера;
- викрадення архіву Л. Д. Троцького в Парижі;
- вбивство в Лозанні 4 вересня 1937 р. спецгрупою під керівництвом Сергія Шпігельгласа[ru] колишнього співробітника ІНВ НКВС Ігнатія Рейсса;
- численні вбивства прихильників Л. Д. Троцького і противників І. В. Сталіна під час громадянської війни в Іспанії.

### Інші завдання
- Резиденти радянської розвідки у Великій Британії Арнольд Дейч і Теодор Маллі[ru] завербували групу агентів, відому як Кембриджська п'ятірка;
- Був одним з ініціаторів, розробників та учасників операції «Тарантела».

## Смерть
До літа 1937 р. Слуцький залишився єдиним начальником відділу Головного управління державної безпеки, якому вдалося зберегти свою посаду після арешту Ягоди і приходу в НКВС Єжова.
17 лютого 1938 р. А. А. Слуцький раптово помер. Раптова смерть А. А. Слуцького настала в кабінеті начальника Головного управління державної безпеки НКВС, Фріновського М. П.
За офіційною версією смерть сталася від серцевої недостатності. За іншими даними, отруєний за наказом наркома внутрішніх справ СРСР М. І. Єжова.
Заарештований в 1938 р. колишній начальник відділу оперативної техніки НКВС М. С. Альохін показав, щоби Слуцький був отруєний ним шляхом ін'єкції ціанистого калію за сприяння Фріновського і Л. М. Заковського. Заарештований в 1939 р. колишній нарком внутрішніх справ СРСР М. І. Єжов підтвердив цю версію.
Похований на Новодівичому кладовищі в Москві.

## Нагороди
- Два ордени Червоного Прапора (1928, 1930);
- Два нагрудних знака «Почесний працівник ВЧК-ГПУ»;
- Іменна зброя.